# Pastafrola
Pastafrola (del italiano, pasta frolla) es una tarta artesanal típica de la gastronomía de Argentina, Paraguay y Uruguay. Su día internacional es el 18 de julio, se compone de una masa cubierta tradicionalmente con dulce de batata o dulce de membrillo. Existen variantes con dulce de guayaba que es característico de la gastronomía paraguaya. Además de la clásica con dulce de membrillo, en Argentina y Uruguay también puede hacerse con dulce de batata, dulce de leche y crema pastelera. Es adornada con tiras delgadas de la misma masa, dando forma de cuadriculado romboidal sobre la capa de dulce. La cocción es al horno y es un acompañamiento típico de la merienda o del mate, o a toda hora del día.

## Origen

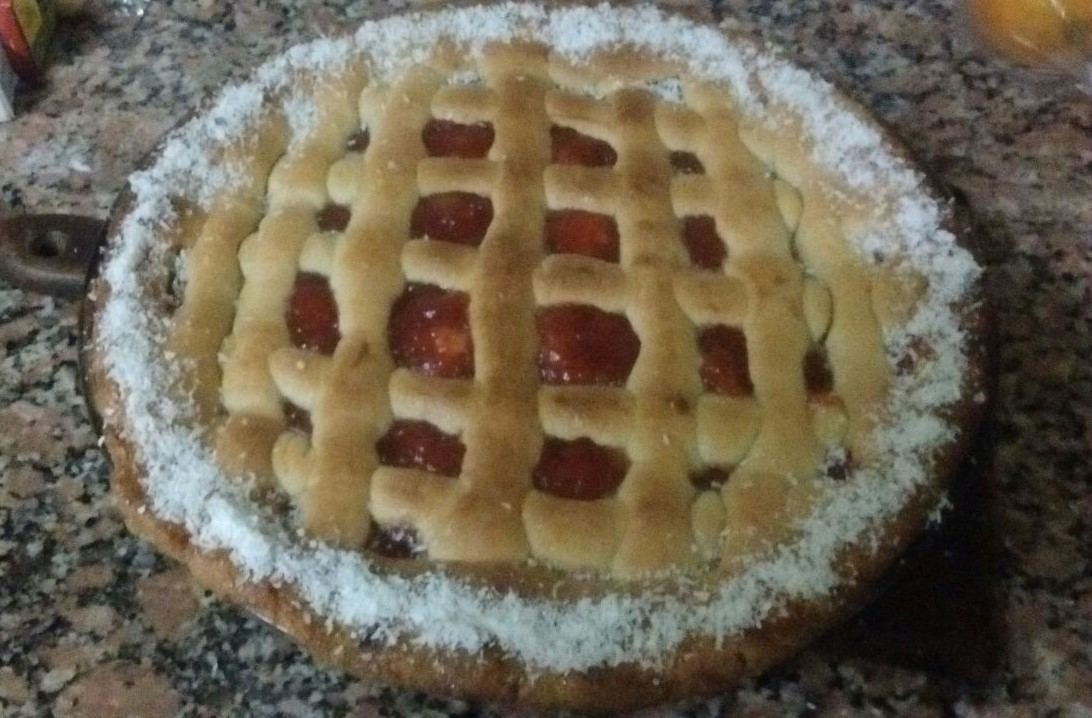
Pastafrola con coco en los bordes.

Hay versiones que indican que es de origen italiano, aunque también se dice que es la versión criolla de la Linzer Torte, una tarta similar que se halla en las pastelerías austriacas, pero está rellena de dulce de membrillo y su masa suele tener especias, sobre todo canela.
La versión italiana cuenta que la receta ya era conocida en Venecia antes del año mil cuando se utilizaba como preparación neutra tanto para comidas saladas como dulces. Se dice que la primera descripción registrada de la preparación data del siglo seis.
Los pasteleros genoveses la convirtieron en dulce cuando le incorporaron la caña de azúcar llegada de Siria y Egipto después del siglo diez. La preparación y estilo desciende de las crostate italianas. La crostata es una tarta que si es dulce se elabora con la masa que los italianos denominan pasta frolla y que luego rellenan con frutas frescas, con dulces, con crema pastelera o ricota y que se termina con el típico enrejado de masa.

## Etimología
El término «pastafrola» deriva del italiano «pastafrolla» (en español: pasta brisa), el tipo de masa con el que se prepara la crostata, dulce típico italiano del que deriva la pastafrola. Popularmente en España, era conocida como Pasta Frola.

## Ingredientes

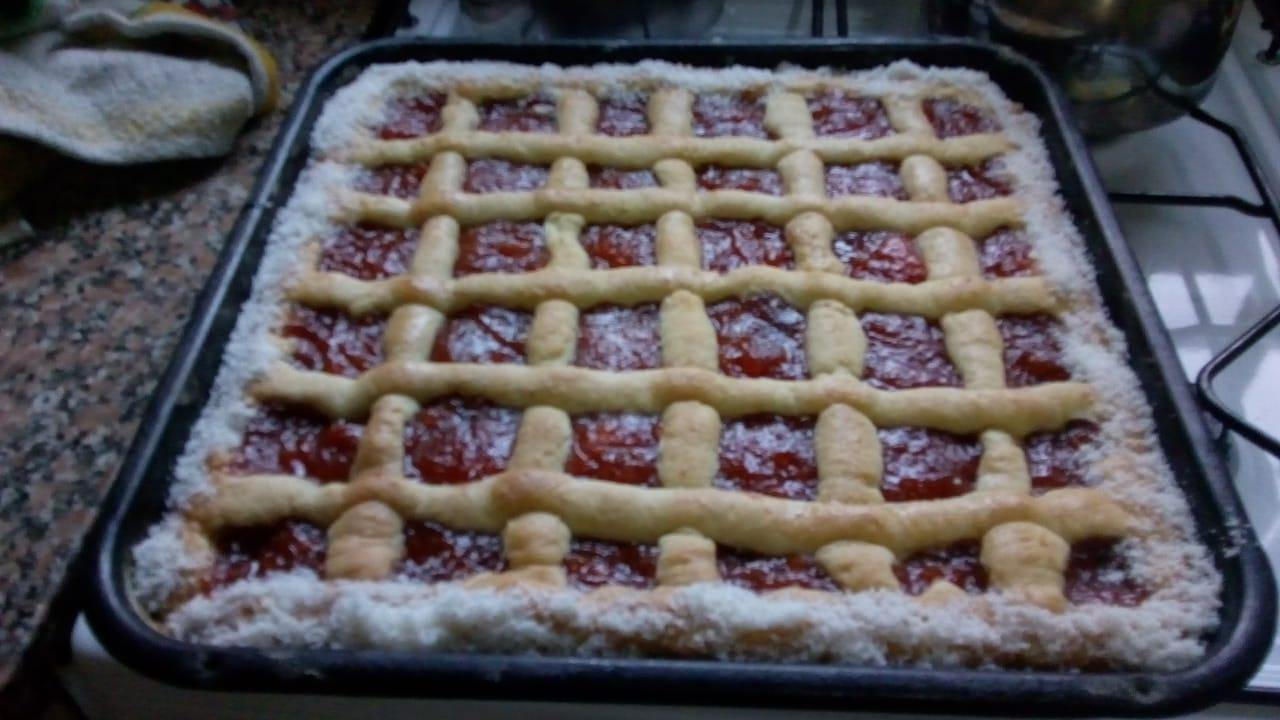
Pastafrola con coco en recipiente cuadrado.

Los ingredientes que se suelen utilizar en una pastafrola son:
- Harina
- Fécula de maíz
- Sal
- Mantequilla o manteca
- Azúcar
- Huevos
- Ralladura de limón (o algún aromatizante como esencia de vainilla)
- Dulces o mermeladas, generalmente de membrillo, batata, dulce de leche, higo o guayaba
- Coco rallado